# Ischodnaja
Ischodnaja (rusky: Исходная) je s 1 887 m n. m. nejvyšší horou Čukotského pohoří a celé oblasti Čukotského autonomního okruhu.

## Poloha
Nachází se na Čukotském poloostrově, asi 200 km na sever od Anadyrského zálivu a 150 km jižně od pobřeží Čukotského moře. Je součástí Čukotského pohoří, dříve známého pod názvem Anadyrské pohoří, které se táhne na Dálném východě v Rusku mezi Čaunským zálivem a Beringovým průlivem.